# Prunetalia spinosae
Prunetalia spinosae er den plantesociologiske orden, som optræder overalt, hvor der er fuld sol og samtidig en hård belastning i form af mekanisk slid (vind eller dyregnav). Jordbund og klima spiller derimod en mindre rolle, og derfor optræder de samme arter altid i disse nicher:
Rød Kornel (Cornus sanguinea), Almindelig Benved (Euonymus europaeus), Slåen (Prunus spinosa) og Hunde-Rose (Rosa canina).
Ordenen opdeles i fire plantesamfund:
- Pruno-Rubion – Kystprægede krat på sur bund med bl.a. Abild (Malus sylvestris), Almindelig Kvalkved (Viburnum oplulus) og Brombær (Rubus spp.)
- Prunion spinosae – Slåenkrat på lerbund med bl.a. Slåen (Prunus spinosa) og Burre-Snerre (Galium aparine)
- Berberidion vulgaris – Berberiskrat på varme steder med bl.a. Almindelig Berberis (Berberis vulgaris), Rundbladet Bærmispel (Amelanchier ovalis), Almindelig Liguster (Ligustrum vulgare) og Weichseltræ (Prunus mahaleb)
- Prunion fruticosae – Kontinentale krat på lerbund med bl.a. Sommer-Anemone (Anemone sylvestris) og Diktam (Dictamnus albus)